# Ibuki
Az Ibuki (eredeti nevén GOSAT, azaz Greenhouse Gases Observing Satellite, Üvegház-hatású gázokat megfigyelő műhold) japán műhold, melynek feladata az üvegházhatású gázok, a szén-dioxid és a metán légköri eloszlásának feltérképezése, a fő kibocsátó és elnyelő helyek azonosítása. Fő műszere a TANSO-FTS elnevezésű infravörös színképelemző műszer és a TANSO-CAI nevű felhő- és aeroszol-érzékelő.

## Lásd még
- Orbiting Carbon Observatory

## Külső hivatkozások
- Frey, Sándor: Japán műhold az üvegházhatású gázok megfigyelésére. Űrvilág.hu, 2009. január 23. (Hozzáférés: 2009. március 14.)